# Anthurium achupallense
Anthurium achupallense Croat, 2010 è una pianta della famiglia delle Aracee, endemica dell'Ecuador.